# 국도 제43호선 (일본)

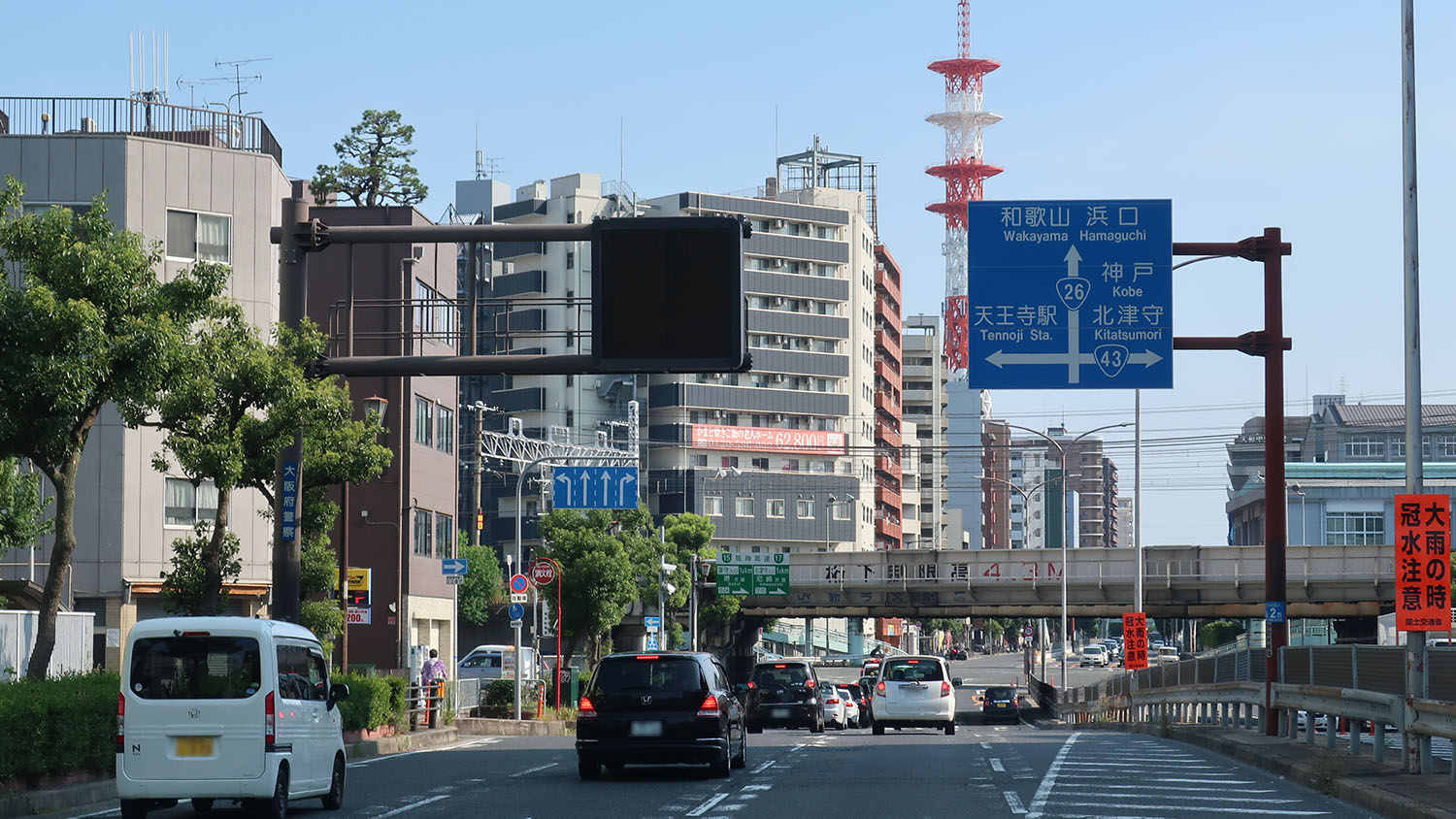
일본 43번 국도의 기점.

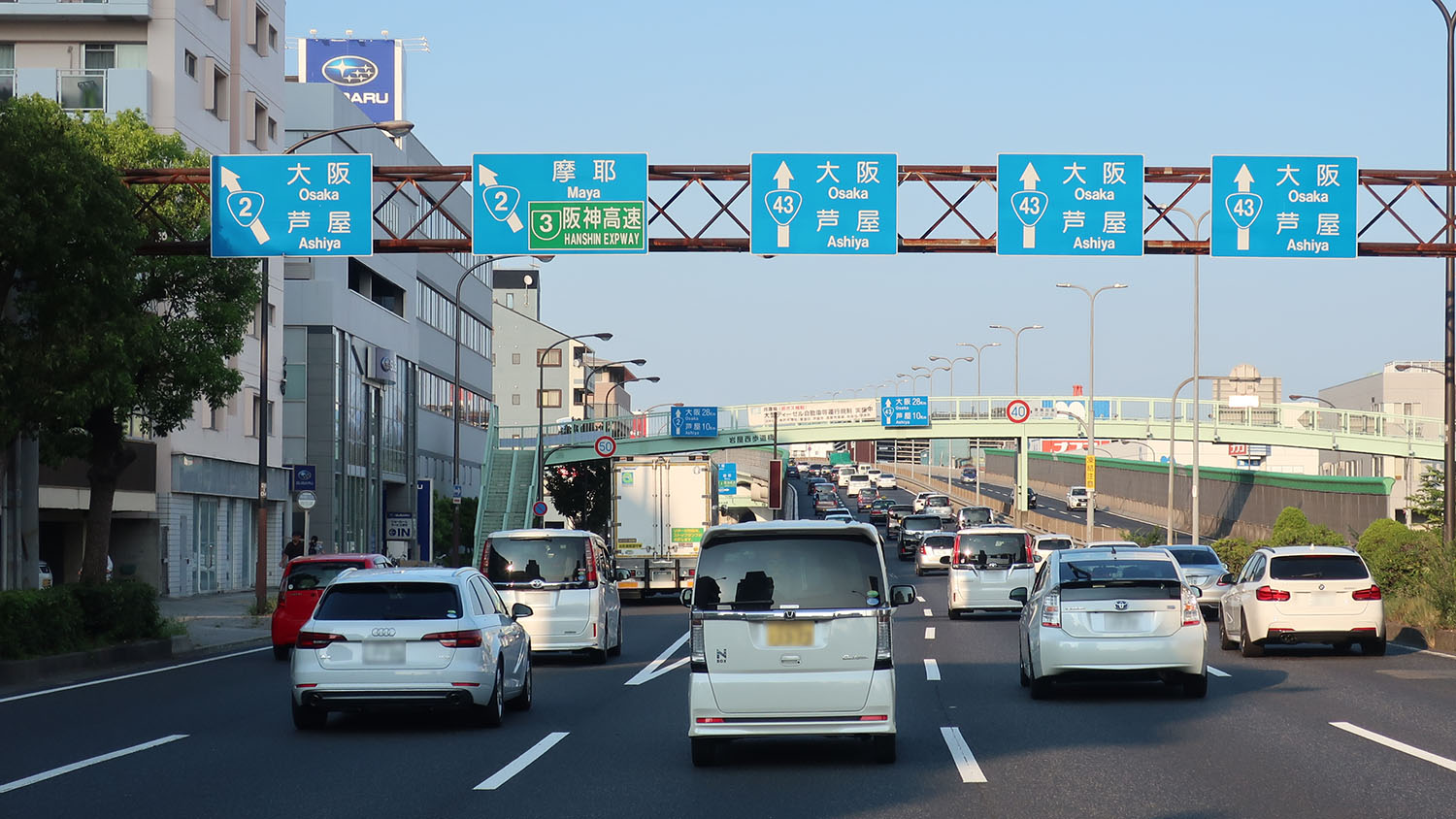
일본 43번 국도의 종점.

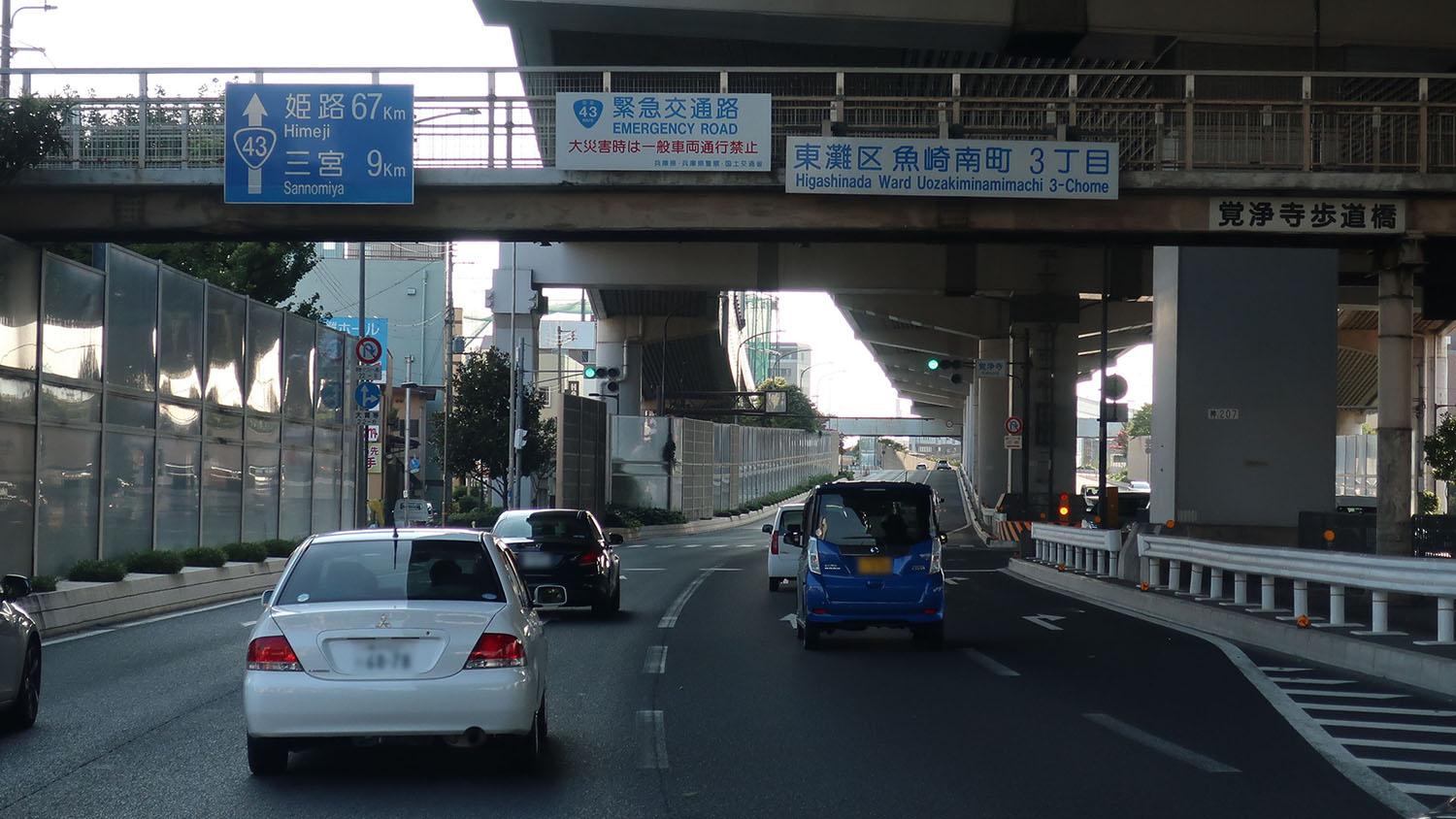
효고현 고베시 히가시나다구 우오자키 미나미마치 (2019년 8월 촬영)

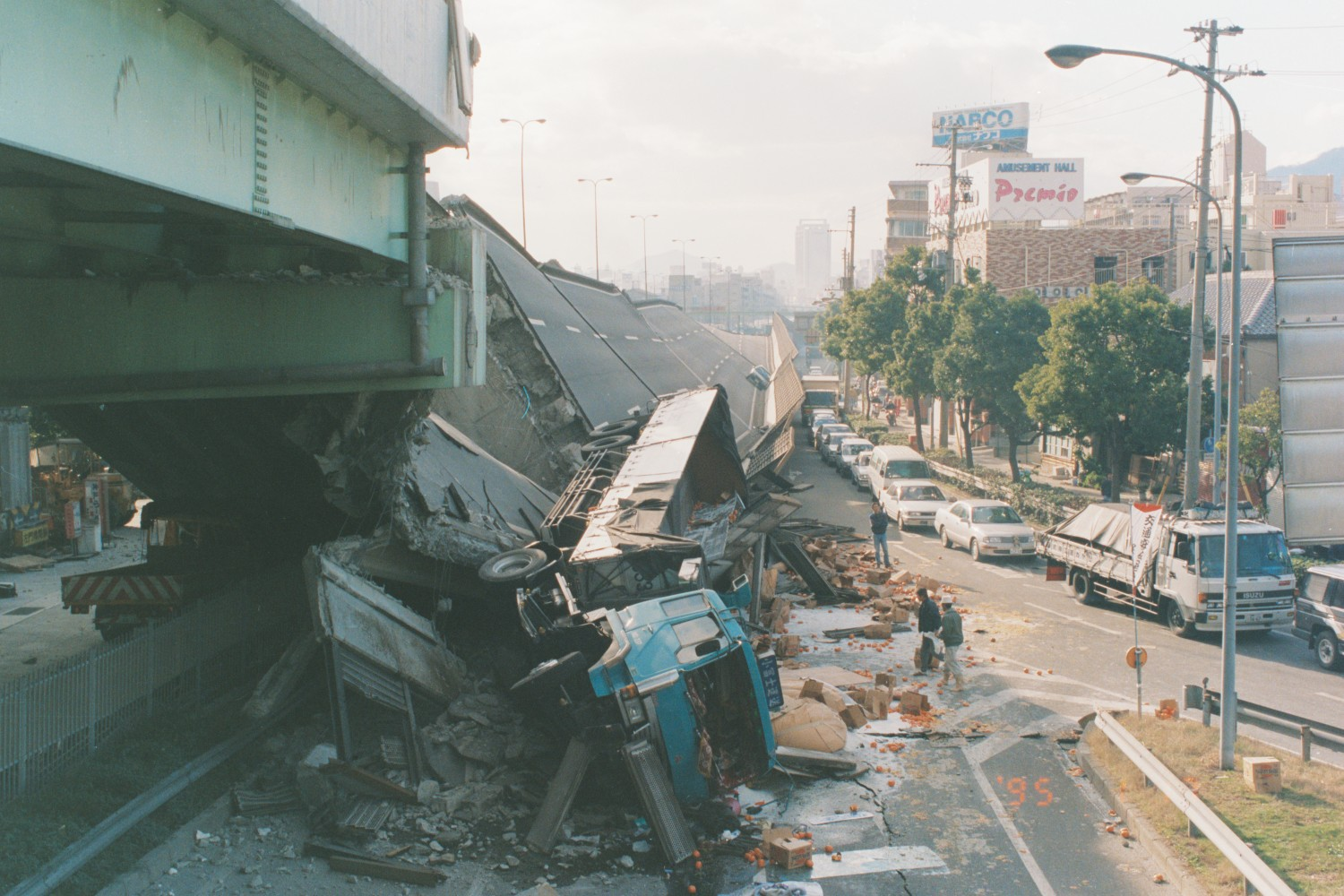
효고현 남부 지진 발생 당시 효고현 고베시 나다구 이와야 교차로 주변
1995년 1월 17일

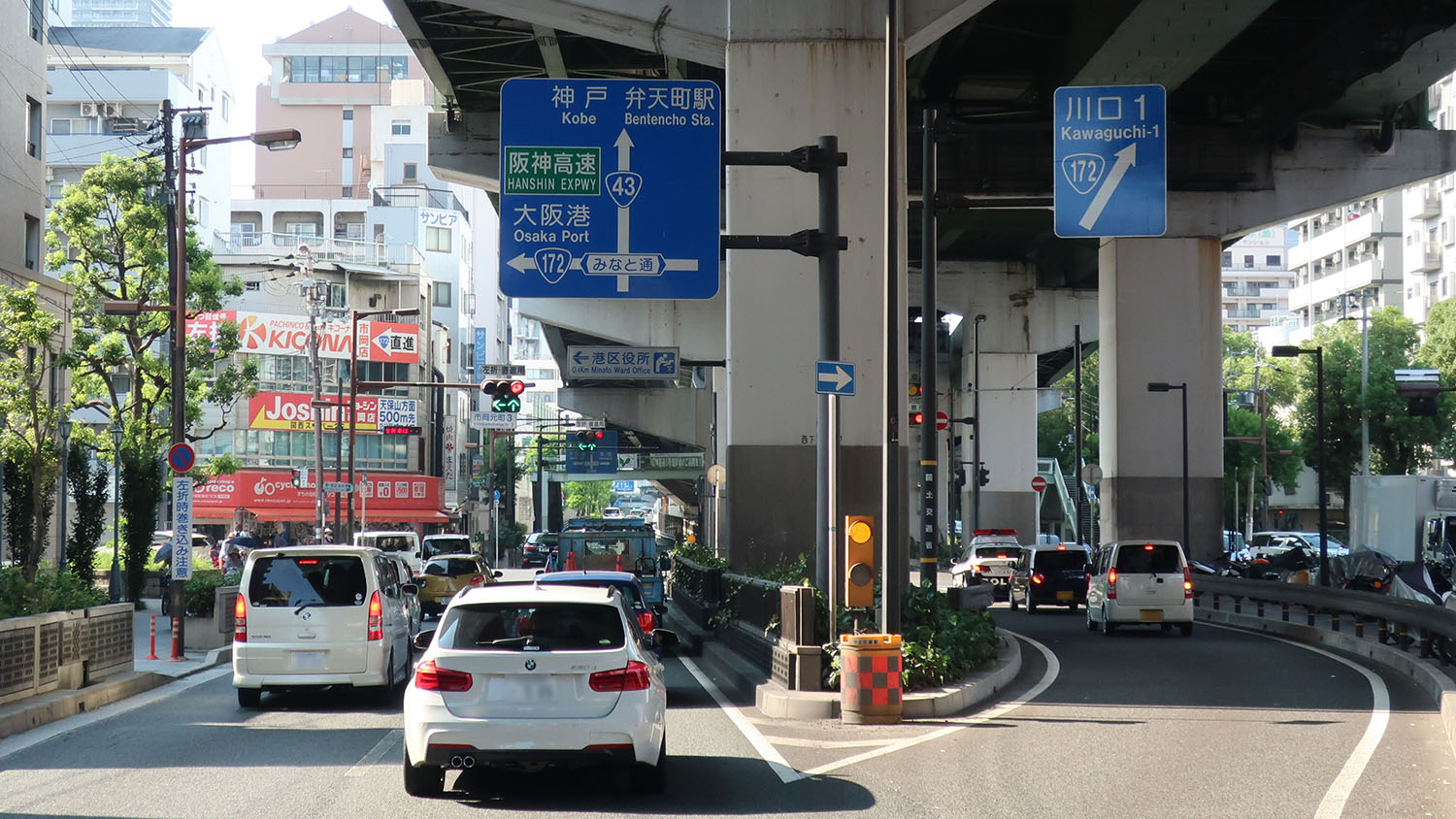
172번 국도와 교차하고 있는 모습. 위치는 오사카부 오사카시 미나토구

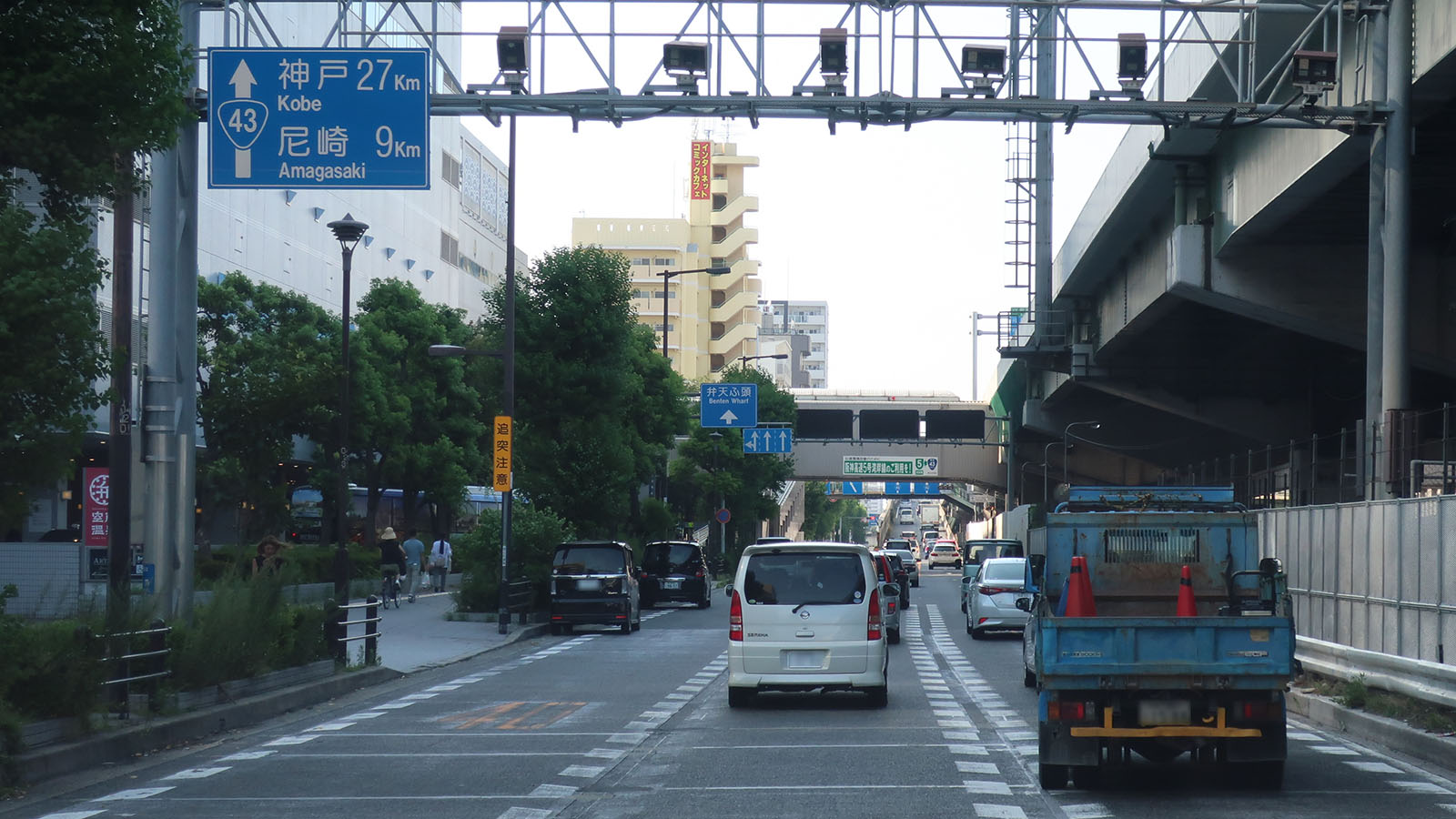
오사카부 오사카시 미나토구 벤텐1초메. (2019년 8월)

일본 43번 국도(일본어: 国道43号→국도 43호)는 오사카부 오사카시 니시나리구에서 효고현 고베시 나다구까지 이어주는 국도 노선이다.

## 주요 경유지
- 오사카부: 오사카시 (니시나리구 - 다이쇼구 - 미나토구 - 고노하나구 - 니시요도가와구)
- 효고현: 아마가사키시 - 니시노미야시 - 아시야시 - 고베시 (히가시나다구 - 나다구)

## 접촉 가능한 도로
- 2번 국도
- 26번 국도
- 171번 국도
- 172번 국도
- 한신 고속도로 3호 고베선

## 접촉 가능한 철도
- 서일본여객철도 오사카 순환선: 벤텐초역, 신이마미야역
- 난카이 전기철도: 신이마미야역
- 오사카 메트로 주오선: 벤텐초역
- 한신 전기철도: 한신 본선, 한신 난바 선, 한신 무코가와 선의 각 역사들이 정차한다.

## 기타 사항
- 이 도로에는 한신 공업지대를 연선으로 삼고 있다. 이 공업지대에 입주한 기업 목록을 보면 고베 제강, JFE 스틸, 신메이와 공업, AGC, 신일철주금, 스미토모화학 등 여러 기업들이 이 도로 주위를 관통한 것으로 확인되어 있다.
- 오사카시의 중심부에는 미국의 거물급 지상파 방송사인 NBC의 자회사인 NBC유니버설을 모기업으로 하는 유니버설 스튜디오 재팬이라는 놀이공원이 이 도로의 주변에 위치하고 있다.
- 니시노미야시에는 유명한 야구장인 한신 고시엔 구장이 이 도로에 연선으로 이어준다.
- 고베시에는 유명한 대학교인 고베 대학도 역시 이 도로를 통과한다.
- 본래 이 도로가 개통 초기 때에는 173번 국도(国道173号)로 개통되었지만, 1급 국도 승격 조건 만족에 따라 국도 번호가 173번에서 43번으로 변경된 내력이 있다.
- 1995년 한신 대지진 당시 가장 큰 피해를 준 적이 있었던 국도 노선이기도 하다.